# Ocurí (Potosí)
Ocurí ist eine Ortschaft im Departamento Potosí im Hochland des südamerikanischen Andenstaates Bolivien.

## Lage im Nahraum
Ocurí liegt in der Provinz Chayanta und ist zentraler Ort des gleichnamigen Municipio Ocurí. Die Ortschaft liegt auf einem Bergrücken auf einer Höhe von 4026 m am Río Ocurí, einem Zufluss von Río Guadalupe und Río Guadalajara.

## Geographie
Ocurí liegt zwischen dem bolivianischen Altiplano im Westen und der Anden-Gebirgskette der Cordillera Central im Osten. Das Klima der Region ist ein typisches Tageszeitenklima, bei dem die mittlere Temperaturschwankung zwischen Tag und Nacht deutlicher ausfällt als zwischen Sommer und Winter.
Die Jahresdurchschnittstemperatur im langjährigen Mittel liegt bei etwa 4 °C (siehe Klimadiagramm Colquechaca), die Monatswerte bewegen sich zwischen 0 °C im Juni/Juli und 6 °C von November bis Januar. Die jährliche Niederschlagsmenge beträgt 460 mm, von Mai bis August herrscht eine Trockenzeit von monatlich weniger als 5 mm Niederschlag, während die Niederschlagshöhe im Januar und Februar etwa 100 mm erreicht.

## Verkehrsnetz
Ocurí liegt in einer Entfernung von einhundert Straßenkilometern nördlich von Potosí, der Hauptstadt des gleichnamigen Departamentos.
Die Ortschaft liegt an der Nationalstraße Ruta 6, der direkten Straßenverbindung von Oruro nach Sucre. Die fast eintausend Kilometer lange Ruta 6 verbindet die Departamentos Oruro, Potosí, Chuquisaca und Santa Cruz.

## Bevölkerung
Die Einwohnerzahl der Ortschaft ist in den zwei Jahrzehnten zwischen den letzten drei Volkszählung um etwa ein Fünftel angestiegen:
| Jahr | Einwohner | Quelle       |
| ---- | --------- | ------------ |
| 1992 | 1477      | Volkszählung |
| 2001 | 1408      | Volkszählung |
| 2013 | 1722      | Volkszählung |
| 2024 |           | Volkszählung |

Die Region weist einen hohen Anteil an Quechua-Bevölkerung auf, im Municipio Ocurí sprechen 98,5 Prozent der Bevölkerung Quechua. (2001)

## Wirtschaft
Nahe Ocurí befinden sich die Bergwerke „Lípez Huaico“ und „Ocurí“ mit Zinn- und Zink-Bergbau.
Neben einem 60-Betten-Krankenhaus findet sich in Ocurí die Universidad Técnica de Ocurí, ein Berufsausbildungszentrum für ländliche Fachkräfte mit einer zweijährigen Lehre in den Fachbereichen Gesundheitswesen, Land- und Viehwirtschaft und ländliches Bauwesen, das von der CENPRUR (Centro Nacional de Profesionalización) unterhalten wird.